# Angu Motzfeldt
Angunnguaq „Angu“ Motzfeldt (* 8. April 1976 in Qaqortoq) ist ein grönländischer Singer-Songwriter.

## Leben und Wirken
Angu wurde 1976 als Sohn von Hendrik Motzfeldt und Paneeraq Markussen geboren. Bereits mit drei Jahren interessierte er sich für die Schallplatten und Kassetten seiner Großmutter und er begann auf der Gitarre seines Onkels zu spielen. Als Teenager hatte er eine eigene Gitarre und ein Keyboard. Während er das Gymnasium in Qaqortoq besuchte, spielte er ab 1994 in einer Band. 1996 zog er nach Nuuk, wo er als Studiotechniker arbeitete und anfing, selbst Songs zu schreiben, allesamt auf Englisch. Er schrieb nicht nur eigene Songs, sondern auch für andere Künstler.
2003 sollte er für den Produzenten Mik S. Christensen auf der Gitarre für Tupaarnaq Mathiassen spielen, aber sie erschien nicht und so sang Angu das Lied. Durch die Aufnahme wurde er bei Atlantic Music unter Vertrag genommen, der größten Plattenfirma Grönlands.
2004 erschien sein Debütalbum Angu in Grönland und Dänemark, das sich jeweils 5000 Mal verkaufte, wofür er in Grönland eine Goldene Schallplatte erhielt. Anschließend zog er nach Kopenhagen um, um an seiner Musikkarriere zu arbeiten. 2007 erschien sein zweites Album Burning Blue Skies. Seine englischsprachige Musik zeichnet sich durch den internationalen Klang aus. Kurze Zeit später zog er zurück nach Nuuk, woraufhin es ruhig um ihn wurde und er sich auf eine Karriere als Fotograf konzentrierte.